# 小行星2655
小行星2655（2655 Guangxi），又称为广西星，是由紫金山天文台在1974年12月14日发现的主带小行星。
該小行星以广西壮族自治区命名。